# Pfarrhaus (Altenbanz)

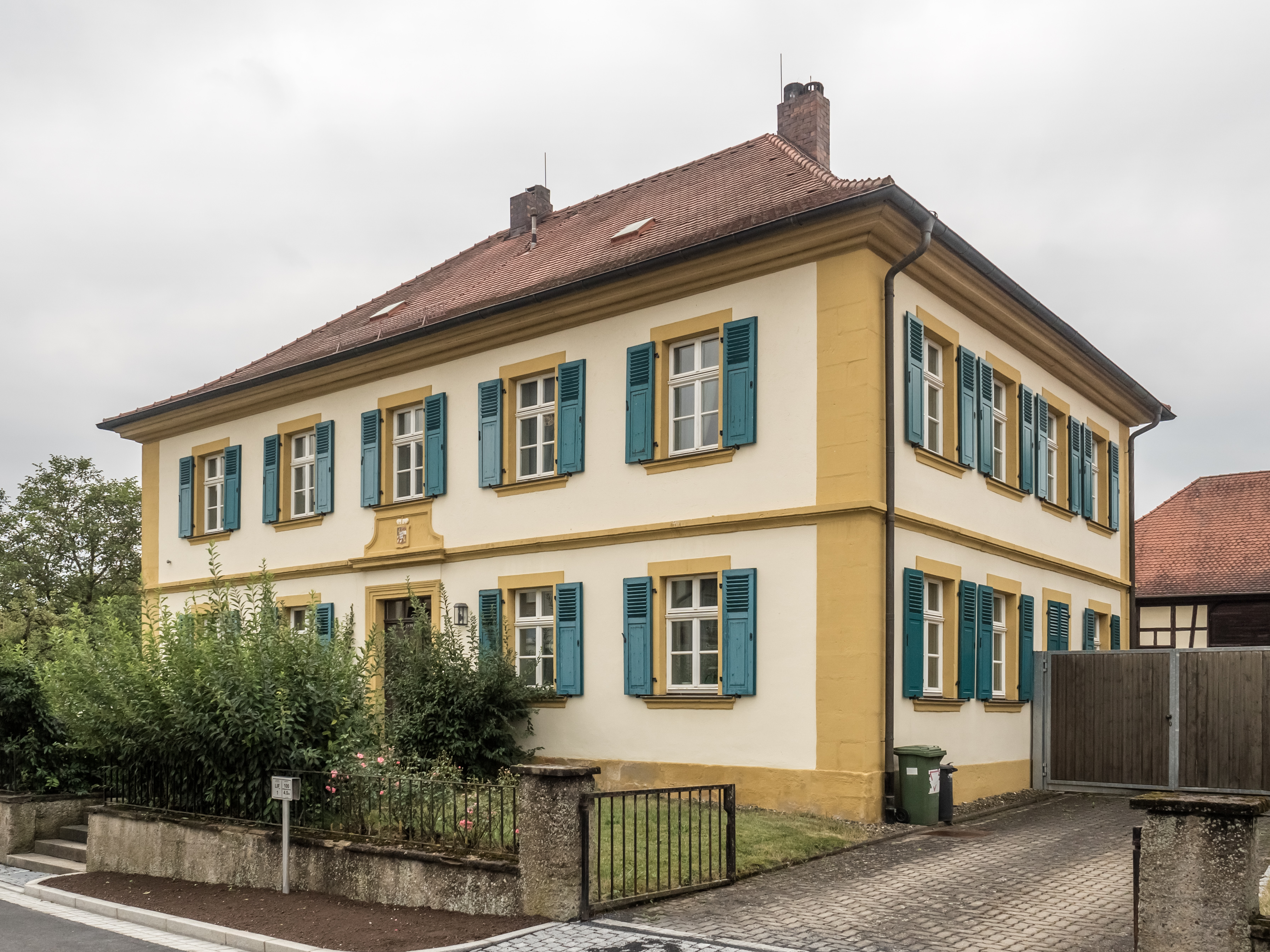
Pfarrhaus in Altenbanz

Das Pfarrhaus ist ein denkmalgeschütztes Bauwerk in Altenbanz, einem Gemeindeteil der Stadt Bad Staffelstein im oberfränkischen Landkreis Lichtenfels. Das Gebäude in der Laurentiusstraße 15 beherbergt das Pfarramt der römisch-katholischen Pfarrei St. Laurentius.

## Beschreibung
Das Pfarrhaus ersetzte 1837 einen älteren Vorgängerbau. Es ist ein zweigeschossiges massives Walmdachgebäude mit vier zu fünf Fensterachsen. Die verputzte Fassade gliedern Sockel, Ecklisenen, geschossteilendes Gurtgesims sowie schlichte Fenster- und Türrahmungen aus Sandstein. Ein hölzernes, profiliertes Traufgesims bildet den oberen Abschluss. Den Hauseingang verziert ein Inschriftfeld mit dem königlich bayerischen Wappen in der Mitte, flankiert links von den Buchstaben M D / B und rechts von der lateinischen Jahreszahl 1837 MDCCC / XXXVII.

## Missbrauch

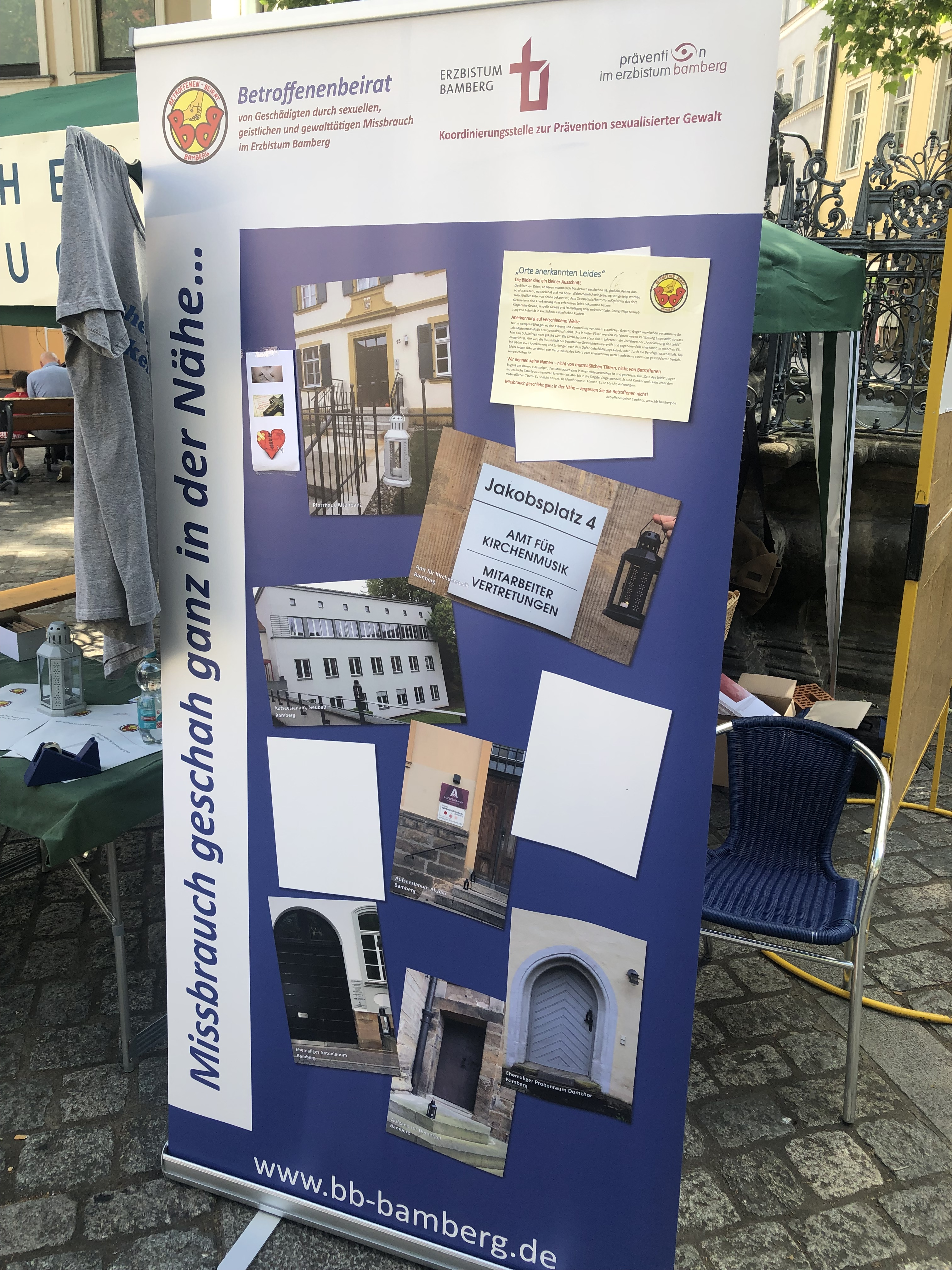
Pfarrhaus Altenbanz als Ort anerkannten Leides

Am 28. Juni 2025 wurde in Bamberg bei einer Mahnwache zum Missbrauch "Missbrauch geschieht ganz nahe" bekannt, dass sich auch im Pfarrhaus Altenbanz Missbrauch ereignete. Das Pfarrhaus Altenbanz wurde bei der Mahnwache als "Ort anerkannten Leides" gezeigt. Der oder die mutmaßlichen Täter und der Zeitraum des Missbrauchs wurden nicht öffentlich gemacht.